# Coupe des Pays-Bas de football 1919-1920
Navigation
Coupe des Pays-Bas 1917-1918 Coupe des Pays-Bas 1920-1921
La Coupe des Pays-Bas de football 1919-1920, nommée la KNVB Beker, est la 21e édition de la Coupe des Pays-Bas.

## Déroulement de la compétition
Tous les tours se jouent en élimination directe. À chaque tour, un tirage au sort est effectué pour déterminer les adversaires.

## Finale
La finale entre deux clubs de deuxième division, se joue le 6 juin 1920 à Dordrecht, le CVV bat le VUC La Haye  2 à 1 et remporte son premier titre.